# Frances Morris (Museumsleiterin)

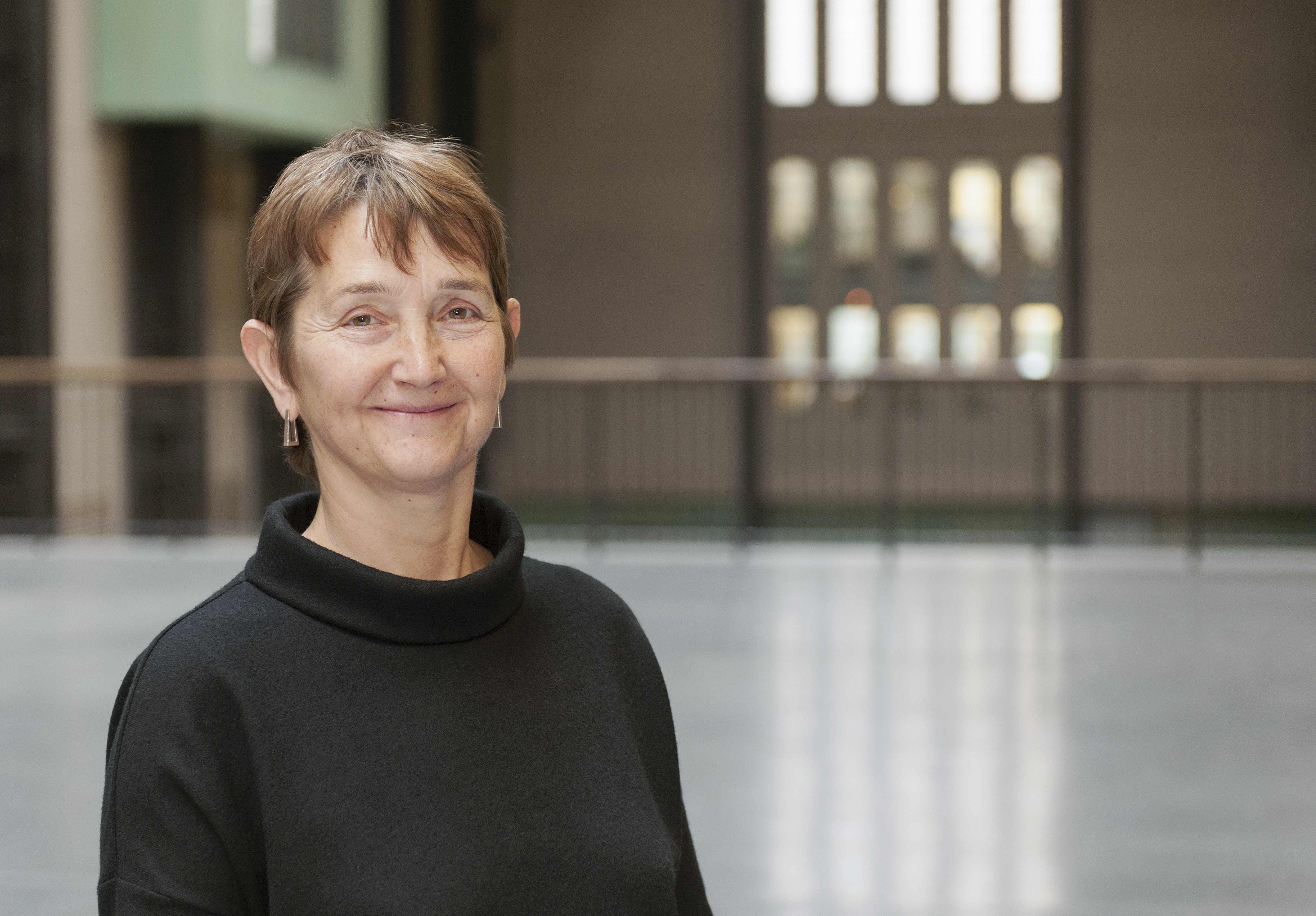
Frances Morris, vor 2019

Frances Morris (geboren 1959 in London) ist eine britische Kunsthistorikerin. Sie ist Direktorin der Tate Modern London. Sie ist die Nachfolgerin von Chris Dercon und leitet als erste Frau diese Kunstinstitution.

## Leben und Wirken
Frances Morris studierte Kunstgeschichte an der University of Cambridge (BA) und am Courtauld Institute of Art. Ihre Masterarbeit beschäftigt sich mit dem französischen Maler Jean Hélion.
Nachdem sie an der Arnolfini-Galerie in Bristol gearbeitet hatte, wurde sie 1987 Kuratorin für Moderne Kunst an der Tate Gallery. Als die Tate Modern 2000 eröffnete, wurde sie dort zum Head of Displays und im Jahr 2006 zur Direktorin der Sammlung International Art ernannt. Im Januar 2016 wurde sie als Direktorin der Tate Modern berufen. Im Jahr 2022 saß Frances Morris im Beirat der documenta fifteen.